# Blood for Blood (groupe)
Blood for Blood est un groupe de punk hardcore américain, originaire de Boston.  

## Biographie
Blood for Blood est formé en 1994 par Erick « Buddha » Medina et Rob Lind, deux musiciens influencés par la scène hardcore de Boston et New-York et les groupes Sheer Terror, Breakdown, Carnivore et Raw Deal. En 1997, ils sont signés par Victory Records. Ils se séparent en 2004.
En 2010, Blood for Blood se reforme et le guitariste de Biohazard Billy Graziadei les accompagne sur scène lors de leur participation au Persistence Tour,. En juillet 2012, Erick Medina, mis en cause dans une affaire de viol sur mineur, est renvoyé du groupe.
Ian McFarland est aussi réalisateur de vidéos musicales. Il a produit et réalisé le DVD live Alive de Meshuggah, et le clip du morceau In Due Time de Killswitch Engage.

## Membres

### Membres actuels
- « White Trash » Rob Lind - guitare, chant
- Ian McFarland - basse
- Robert Falzano - batterie

### Anciens membres
- Erick « Buddha » Medina - chant (1994–2012)
- Mike « Cap'n » Mahoney - batterie (1994–1999)
- Gina Benevides - basse (1996–1997)
- Greg Dellaria - basse (1995)
- Jeremy Wooden - basse (1994–1995)
- Dustin Hengst - batterie
- Neal Dike - batterie (2004-2012)
- Craig Silverman (Only Living Witness) - guitare (2010-2012)
- Billy Graziadei (Biohazard) - guitare (2010-?)

## Discographie

### Albums
- 1997 : Spit My Last Breath (Lost Disciple Records)
- 1998 : Revenge on Society (Victory Records)
- 1999 : Livin' in Exile (Victory Records)
- 2002 : Outlaw Anthems (Victory Records)
- 2004 : Serenity (Thorp Records)

### EP & singles
- 1996 : Soulless (Devour Records)
- 1997 : Enemy (Victory Records)

### Compilations
- 2001 : Wasted Youth Brew (Victory Records)